# Single Collection + Nikopachi
Single Collection + Nikopachi (シングルコレクション＋ ニコパチ?) es el segundo álbum compilatorio de sencillos lanzado por la cantante y seiyu Maaya Sakamoto el 30 de julio del 2003. Inicialmente también fueron editadas versiones del álbum con un DVD de bonus que incluía 2 vídeos musicales que fueron solo por tiempo limitado.

## Información
El álbum fue producido por Yōko Kanno, y casi todas las canciones fueron obras de ella, aunque en este álbum también se aprecia un número mayor de canciones escritas por la misma Maaya. El álbum contiene también varias canciones que están completamente en inglés, y están divididas de forma ecuánime entre los dos idiomas con que la cantante suele actuar. Nikopachi se convirtió en el álbum más exitoso de la cantante principalmente debido al sencillo "Hemisphere", el cual le ha otorgado gran parte de su éxito.
En cuanto al título... "Nikopachi" (ニコパチ) es una combinación de dos onomatopeyas japonesas: "niko-niko" y "pachi-pachi" o "pachiri". "Niko-niko" (にこにこ) es usado describir la expresión de alguien con una risa radiante de felicidad en la cara; y "pachi-pachi" (ぱちぱち) o "pachiri" (ぱちり) es usado describir el sonido de alguien aplaudiendo, parpadeando, rompiendo, golpeando. Como se puede ver en la carátula del álbum, Maaya encaja perfectamente las definiciones de estas dos palabras para finalmente crear la palabra inventada de "Nikopachi".
Solo un sencillo lanzado con anterioridad fue remejorado para este álbum. El tema "Yubiwa" lanzado originalmente el año 2000 fue mejorado al ser grabado nuevamente por Maaya, aparte de cambiarle ligeramente algunos arreglos para hacer la canción más producida. Otros sencillos como "Hemisphere", "Tune the rainbow" y "Gravity" fueron dejados iguales, en parte ya que no habían sido lanzados hace un tiempo tan extenso como "Yubiwa" antes del lanzamiento del álbum, pero incluso "Vector" (canción que acompañaba a "Yubiwa" como coupling) fue dejado en su versión original. Dos de los sencillos que fueron lanzados desde el año 1999 hasta la actualidad no fueron incluidos en el mismo álbum, como los temas "Hashiru" y "Mameshiba", que no fueron incluidos en el mismo CD de audio pero sí sus vídeos musicales al interior del DVD en la versión edición limitada de la que solo fueron lanzadas 30 000 copias.

## Lista de canciones

### CD
1. «Yoake no Octave» (夜明けのオクターブ Yoake no Okuta^bu?)
2. «Hemisphere» (ヘミソフィア Hemisofia?)
3. «Daniel» (ダニエル Danieru?)
4. «Bike» (バイク Baiku?)
5. «Shippo no Uta» (しっぽのうた?)
6. «Yubiwa -23 Carat-» (指輪－23カラット－?)
7. «Ongaku» (音楽?)
8. «Midori no Hane» (みどりのはね?)
9. «Shima Shima» (シマシマ?)
10. «Kimidori» (キミドリ?)
11. «tune the rainbow»
12. «Toto»
13. «Here»
14. «Vector» (ベクトル Bekutoru?)
15. THE GARDEN OF EVERYTHING ～Denki Rocket ni Kimi wo Tsurete～ (～電気ロケットに君を連れて～?) Feat. Steve Conte
16. «gravity»

### DVD Edición Limitada
1. «Mameshiba» (マメシバ?)
2. «Hashiru» (走る?)
3. «Making of Nikopachi 2003 ~gravity» (メイキング・ニコパチ2003〜gravity?)
4. STAFF+Little Bonus Video (STAFF+小さくおまけ映像?)

## Temas promocionales
Los temas que se encargaron de promocionar al álbum para mejorar sus ventas fueron varios principalmente en series de anime para la televisión, a pesar de que no más de 4 sencillos fueron lanzados de manera física. Los temas "Hemisphere" y "tune the rainbow" formaron parte de la banda sonora de la serie animada llamada RahXephon, la primera al interior del anime y la segunda en el largometraje de ésta. El tema "gravity" fue utilizado como ending theme al interior de la serie también animada Wolf's Rain, "Shippo no Uta" fue tema dentro de Napple Tale, y "Yubiwa" fue el tema principal de la película de La visión de Escaflowne llamada en la traducción al español como "Una joven en Gaia". Estos fueron los únicos que temas del álbum que también fueron lanzados como sencillos promocionales, y están ordenados desde los más recientes hasta los más antiguos hasta la fecha.
El tema «Kimi Dori» fue tema de ambientación al interior del videojuego de la consola PlayStation 2 llamado Shira Chuutanken Bu (白中探険部), "Bike" también fue utilizado como tema de ambientación, pero esta vez dentro de la serie animada Earth Girl Arjuna, y por último su tema "Daniel" fue utilizado al interior del dorama japonés llamado Mayonaka wa Betsu no Kao.
- Datos: Q1065575